# Oldřich Doležal
Oldřich Doležal (1. března 1912 Moravská Ostrava – 28. listopadu 1983 Etchinghill) byl pilot 311. československé bombardovací perutě RAF.

## Život

### Před druhou světovou válkou
Oldřich Doležal se narodil 1. března 1912 v Moravské Ostravě v rodině Valentina Doležala a Františky rozené Fuksové z Vítové. Mládí strávil ve Vítové. Vyučil se a 1. října 1934 narukoval na prezenční vojenskou službu, během které se v Prešově vycvičil na radiotelegrafistu. Následně sloužil na radiostanicích v Košicích, opět Prešově a Spišské Nové Vsi. Po ukončení služby v roce 1935 pracoval opět jako radiotelegrafista pro firmu Baťa na otrokovickém letišti. Zvyšoval si kvalifikaci v na letectví navázaných oborech a stal se sportovním pilotem. Jako radiotelegrafista začal i létat v Baťově obchodním letectvu. Během všeobecné mobilizace v roce 1938 sloužil jako kurýrní pilot v Olomouci.

### Druhá světová válka

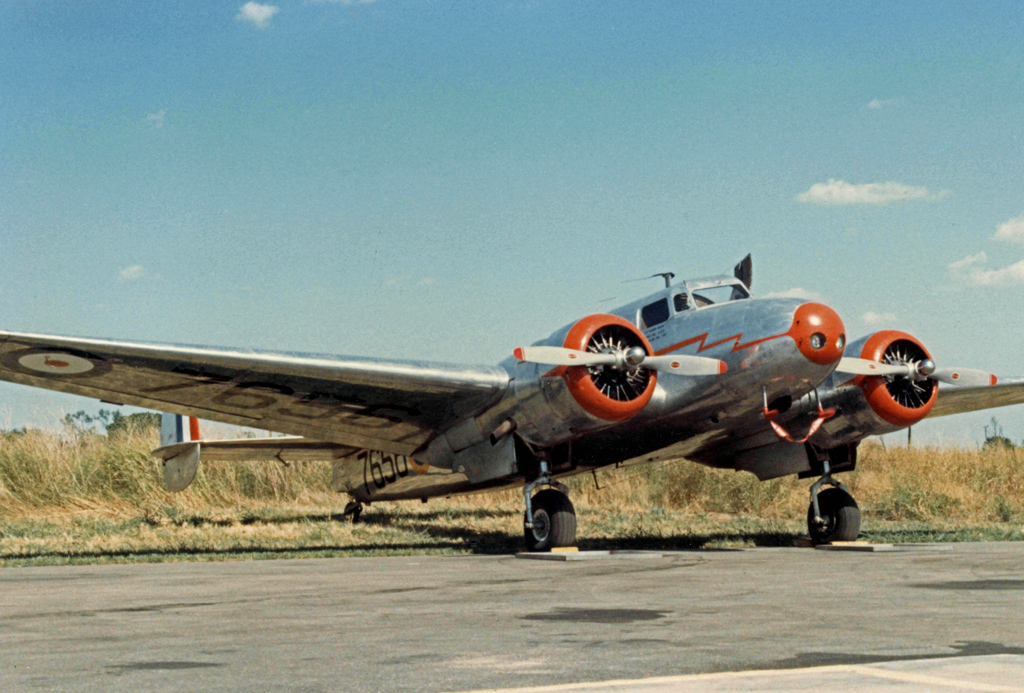
Letadlo Lockheed L-10 Electra č. 1091 Jana Antonína Bati, kterým piloti Šerhant a Doležal odletěli z Československa

Německá okupace v březnu 1939 Oldřicha Doležala na území Československa nezastihla, protože 11. března odletěl společně se šéfpilotem Janem Šerhantem na služební cestu, a po okupaci se již ani jeden z nich nevrátil. Díky této jejich cestě se do zahraničí dostal i dosud dochovaný letoun Lockheed L-10 Electra č. 1091 Jana Antonína Bati. Oldřich Doležal se v Kanadě přihlásil do československé zahraniční armády a 24. září 1940 nastoupil službu v britském Cholmondeley. Na základě vlastní žádosti byl v březnu 1941 přeložen k československému letectvu a přijat do Royal Air Force. Od května 1941 sloužil jako pozemní radiotelegrafista u 312. československé stíhací perutě RAF, podal si ale žádost o vojenský pilotní výcvik. Po jeho absolvování byl 1. října 1942 přidělen k 311. československé bombardovací peruti, kde poté sloužil na protiponorkových misích nad Biskajským zálivem. Zpočátku byl členem posádky velitele Václava Soukupa, od března 1943 se stal sám velitelem letadla. Dne 27. prosince 1943 jeho letoun Consolidated B-24 Liberator potopil rychlou německou dopravní loď Alsterufer s nákladem wolframu z Japonska. Zúčastnil se podpory Operace Overlord a po skončení služebního turnusu nastoupil 5. září 1944 k vojenskému dopravnímu letectvu. Až do konce druhé světové války pak sloužil u 246. perutě RAF.

### Po druhé světové válce
Po návratu do Československa sloužil Oldřich Doležal do roku 1946 u vojenské dopravní skupiny, poté ukončil armádní službu a nastoupil k Československým aeroliniím. Koncem měsíce června roku 1946 se oženil s Květoslavou Pištovou. Dne 4. května 1948 byl i s letadlem unesen skupinou cestujících do zahraničí, vrátil se ale do vlasti. Je možné, že ho tento čin inspiroval, a dne 25. března 1950 byl jedním z pilotů, kteří provedli koordinovaný úlet tří dopravních letadel ze země. On sám řídil letoun startující z Bratislavy, jeho manželku Květu a půlročního syna Tomáše vezl stroj startující z Ostravy pilotovaný Ladislavem Světlíkem. Za tento čin byl v nepřítomnosti odsouzen k 25 letům vězení, rehabilitován byl v roce 1997. Oldřich Doležal se s rodinou vrátil do Anglie a živil se jako pilot firmy Silver City. Vážně onemocněl a utrpěl těžký úraz páteře a závěr svého života strávil upoután na lůžko. Léčil se v nemocnici v Etchinghillu, kde 28. listopadu 1983 zemřel. Pohřben je na hřbitově v Brookwoodu.

## Vyznamenání
- 2× 1943 Československá medaile Za chrabrost před nepřítelem
- 3× 1944 Československý válečný kříž 1939
- Československá medaile za zásluhy I. st.
- 1944 Pamětní medaile československé armády v zahraničí
- 1944 Záslužný letecký kříž
- 1943 Záslužný letecký kříž (Spojené království)
- Hvězda Atlantiku
- Britská medaile Za obranu
- Válečná medaile 1939–1945
- 2023 Medaile Za hrdinství

## Posmrtná ocenění
- Oldřich Doležal byl in memoriam povýšen do hodnosti plukovníka
- Oldřich Doležal byl v roce 2005 jmenován čestným občanem města Fryštáku
- Ve Vítové, kde Oldřich Doležal trávil mládí, byl na místě jeho domu odhalen pomník[5]

## Oldřich Doležal v kultuře
Událost společného úletu letadel, ve kterém hrál Oldřich Doležal zásadní úlohu, tendenčně literárně zpracoval v roce 1950 J. Suchý v díle Únos do Erdingu a následně v roce 1952 i Ján Kadár a Elmar Klos v propagandistickém filmu Únos.